# Битка при Айн Джалут
Битката при Айн Джалут се води на 3 септември 1260 г. между силите на Монголската империя и египетските мамелюци при Извора на Голиат (на арабски: عين جالوت, Айн Джалут) в долината Йезреел в Галилея, северно от библейска Самария.
Битката при Айн Джалут е първото решително поражение на монголските завоеватели и най-далечната точка, която те достигат при нахлуването си в арабските земи. След предишни поражения те са се завръщали и са отмъщавали, но след поражението при Айн Джалут те не го правят. Монголското Илханство в Персия успява само веднъж да победи мамелюците след това, окупирайки за кратко части от Сирия и Палестина през 1300 г.

## Предистория
Мунке, внук на Чингис хан от сина му Толуй, става велик хан през 1250 г. и незабавно се заема с довършването на плана на дядо си Чингис хан за световна империя. През 1253 г. той натоварва по-малкия си брат си Хулагу със задачата да води нашествията на югозапад. През 1256 Хулагу започва поход на юг от територията на Персия с 300 000 армия от обучени, дисциплинирани и подвижни конници, които превъзхождат която и да е друга армия в света. Заедно с жените, децата и други придружители на армията, броят на монголците трябва да е достигал 2 000 000.
Хулагу първо се заема със сектата на асасините (убийците), които са заговорничили да убият Великия хан. В отмъщение монголците завземат за две години 200 крепости на сектата, разпръснати из Персия, Сирия, Ливан и Кавказ. Разположени по планински върхове и смятани за непревземаеми, крепостите на убийците са известни като „орлови гнезда“ по името на основната им крепост в Аламут. Китайски инженери разполагат обсадни машини и една по една крепостите на убийците падат. Мунке хан е заповядал добро отношение спрямо тези, които се предадат без бой и унищожение на тези, които не го направят. Когато монголците достигат Багдад, в армията им присъстват арменци от Киликия и дори франки от подчиненото княжество Антиохия. Петвековният Абасидски халифат е унищожен при превземането и разрушаването на Багдад през 1258 г. Помилвани са само несторианите, живеещи в града. Хулагу заповядва халифът и синовете му да бъдат зашити в килим и стъпкани с коне, а несметните багдадски съкровища са откарани в Каракорум. Арменският крал Хайтон се съюзява с монголците срещу мюсюлманите и призовава съседите си кръстоносци също да се съюзят с монголския хан. През септември 1259 г. Хулагу набързо подчинява Месопотамия източно от река Тигър. През януари 1260 г. монголците обсаждат Алепо и го превземат за дни с помощта на катапулти. Гражданите на Айюбидската столица Дамаск изгонват султана си Ал Малик Ал Насир и изпращат безусловна капитулация на Хулагу. Хулагу влиза в града заедно с Китбука, Хайтон и княза на Антиохия Боемунд IV. Монголците залавят Ал Насир при Газа и го отвеждат при хана си. Хулагу предвижда поход на юг през Палестина срещу последната голяма ислямска сила, мамелюците в Египет.

### Монголски пратеници в Египет
През 1260 г. Хулагу изпраща пратеници до Кутуз в Кайро с искане за предаването му:
| „ | От царя на царете на Изтока и Запада, Великия хан. До Кутуз, мамелюка, който избяга, за да не попадне под мечовете ни. Трябва да помислиш какво се случи с други страни и да ни се подчиниш. Чул си как завзехме огромна империя и пречистихме земята от безредиците, които я опетняваха. Завзехме огромни територии, избивайки всички хора. Не можеш да избягаш от ужаса на нашите армии. Къде ще побегнеш? По какъв път ще избягаш от нас? Нашите коне са бързи, стрелите ни остри, мечовете ни като гръмотевици, сърцата ни са студени като планините, войниците ни многобройни като пясъка. Крепости няма да ни задържат, нито оръжия възпрат. Молитвите ти към Бог няма да ти послужат срещу нас. Нас не ни трогват сълзи, нито оплаквания. Само тези, които ни молят за защита ще бъдат в безопасност. Забързай отговора си преди огъня на войната да бъде запален. Съпротивлявай се и ще пострадаш от най-ужасните катастрофи. Ще разтрошим джамиите ти и ще разкрием слабостта на твоя Бог, след което ще избием децата и старците ти заедно. Понастоящем ти си единственият враг, срещу когото трябва да тръгнем на поход. | “ |

Кутуз обаче убива пратениците и излага на показ главите им на Баб Зулейла, една от портите на Кайро.
Повечето от мамелюците са специално подготвени за сблъсък с монголската армия. Много от тях са от тюркски или черкезки племена, закупени в Константинопол от египетския султан и обучени в мамелюкската казарма на остров на река Нил. Те са много добри ездачи и са запознати със степната война и монголската тактика и оръжия.

## Походът
Междувременно обаче умира великият хан Мунке и Хулагу трябва да се върне в Каракорум, за да участва в избора на следващия хаган. Кубилай е провъзгласен за велик хан, но брат му Арик Боке оспорва трона, което става причина за братска война. Хулегу взема по-голямата част от армията със себе си, оставяйки само два тумена (20 000 души) под командването на най-добрия си пълководец, тюрка Китбука Ноян, несториански християнин.
В края на август 1260 г. силите на Китбука тръгват на юг от базата им в Баалбек (днес в Ливан), минават на изток от езерото Тибериас през Палестина. Мамелюкският султан Кутуз междувременно се е съюзил с друг мамелюк, Байбарс, който разбира, че падането на Кайро би сложило край на амбициите му за власт. Монголците от своя страна се опитват да се съюзят с остатъка от кръстоносното Кралство Йерусалим (със столица Акра), но папа Александър IV забранява това, след като е прочел доклада на френския пратеник в монголския двор Гийом де Рубрук, а Юлиан де Грение (от Сидон) предизвиква инцидент, при който загива един от синовете на Китбука. Разгневеният Китбука разорява Сидон. Бароните от Акра се страхуват повече от монголците, отколкото от мамелюците и в необичаен ход позволяват на мамелюците да минат през територията им, да лагеруват близо до Акра и да закупят провизии от тях. От Акра Кутуз тръгва на югоизток към извора при Айн Джалут в Йезреелската долина.

## Битката
Вражеските сили се срещат при Айн Джалут на 3 септември 1260 г. Там равнината се стеснява до 5 км като от едната страна е стръмния склон на планината Гелвуя, а от другата хълмовете на Галилея. Кутуз скрива част от войските си в околните хълмове и заповядва на Байбарс с авангарда да се изправи срещу монголците. Китбука напада Байбарс и го обръща в бяг, но скоро разбира, че е попаднал в капан. Китбука разгръща войските с в тишина с използването на черни и бели знаменца. Тяхното нападение помита авангарда на Байбарс, а и левия мамелюкси фланг с престорено отстъпление, но са почти пометени от яростното монголско нападение. Китбука разбира грешката си и заповядва атака срещу левия мамелюкски фланг, който се огъва под монголската настървеност. Тогава Кутуз отива на мястото, където боя е в разгара си, хвърля шлема си на земята и вика „О мюсюлмани!“ три пъти. Неговите разнебитени войски се събират и удържат фланга. Кутуз води контранападение заедно с конни подкрепления, скрити в съседните долини. Китбука обаче също се държи. Той язди напред-назад и вика „Тук трябва да умра! Някой войник ще стигне до хана и ще му каже, че Китбука е отказал да се посрами с отстъпление и е жертвал живота си за дълга си!“ Конят му е убит и го хвърля на земята, където несторианския пълководец попада в ръцете на мамелюците. Китбука е отведен при Кутуз, който му се подиграва. Китбука отвръща: „Ако загина от ръката, ще го считам за Божие дело, не твое. Не се опиянявай от случилото се, тъй като щом новината за смъртта ми достигне Хулагу хан, на неговия гняв ще заври като бурно море и от Азербайджан, до портите на Египет, земята ще се разтресе от копитата на монголските коне... Хулагу има три хиляди прочути конници като Китбука. Можеш да му отнемеш един.
Кутуз заповядва Китбука да бъде обезглавен. Оцелелите монголци бягат на изток и прекосяват река Ефрат. Кутуз скоро влиза в Дамаск, Халеб и други големи градове в Сирия и пленява съпругата, детето и свитата на Китбука Ноян. Когато новината за смъртта на генерала му достига Хулегу, той показва мъката си и огъня на неговия устрем се разгаря: „Къде ще намеря друг служител, който ще покаже такава преданост и привързаност пред лицето на смъртта?“
Битката при Айн Джалут е първият случай, при който са използвани взривни ръчни оръдия („мидфа“ на арабски). Мамелюците ги използват, за да уплашат монголските коне и да предизвикат хаос в монголските редици. Барутният състав на оръдията е по-късно описан в арабски химически и военни наръчници през 14 век.

## Последици
На път обратно към Кайро Кутуз е убит в заговор, воден от Байбарс, който става султан. Неговите наследници превземат последното кръстоносно княжество в Палестина през 1291 г. По-малко от година по-късно монголците отново са победени в първата битка при Хомс и са напълно прогонени от Сирия.
След като монголската междуособица за наследяването на трона най-сетне приключва и Кубилай хан става велик хан (последният в историята), Хулагу се връща в земите си през 1262 г. и събира войските си за отмъщение срещу мамелюците. Неговият братовчед Берке, който владее Кипчакското ханство в Русия, обаче е приел исляма, противопоставил се е на унищожението от Хулегу на Абасидския халифат, установил е връзки с мамелюците и сега започва набези по северната граница на Хулегу, за да отвлече вниманието му. Хулагу се опитва да нахлуе на север от Кавказ, но претърпява тежко поражение през 1263 г. Конфликтите между монголците, започнали след смъртта на Мунке, слагат край на обединената Монголска империя. Хулагу успява да изпрати само два тумена срещу мамелюците и те са отблъснати. Умира през 1265 г. и е наследен от сина си Абака.
Мамелюците управляват Египет до 1517 г., когато са завладени от Османската империя.